# Малетич, Дарко
Дарко Малетич (босн. Darco Maletić; род. 20 октября 1980[…], Баня-Лука) — боснийский футболист, полузащитник. Выступал за национальную сборную Боснии и Герцеговины.

## Карьера

### Клубная
Воспитанник клуба «Борац» из родного города Баня-Лука, в этом же клубе начинал и взрослую карьеру. Проведя во взрослой команде «Бораца» один сезон, Дарко уехал играть за границу. В 2001 году играл в венском «Рапиде», затем около двух лет провёл в словенском клубе «Публикум». В 2004 году выступал за петербургский «Зенит», провёл 2 игры за основную команду в чемпионате и 14 игр за дубль. В 2005 году играл в ярославском «Шиннике», где также не смог закрепиться в основном составе (8 игр за основной состав, 11 за дубль). После этого недолгое время играл в Румынии за «Васлуй». В 2006—2009 гг. играл за «Партизан», в составе которого регулярно выходил на поле и добился определённых успехов. В июле 2011 года пополнил футбольные ряды «Актобе». Летом 2012 стал игроком павлодарского клуба «Иртыш». А уже зимой вернулся на родину в клуб «Борац».

### В сборной
С 2007 года по 2012 год играл за сборную Боснии и Герцеговины.

## Достижения
- Чемпион Боснии и Герцеговины (1): 2010/11
- Чемпион Сербии (1): 2007/08
- Обладатель Кубка Сербии (1): 2007/08
- Финалист Кубка Казахстана (1): 2012